# Neptuns Tochter
Neptuns Tochter (Originaltitel: Neptune’s Daughter) ist eine US-amerikanische musikalische Filmromanze von Edward Buzzell aus dem Jahr 1949. Die Hauptrollen in dieser Geschichte um falsche Identitäten sind mit Esther Williams, Red Skelton, Ricardo Montalbán und Betty Garrett besetzt.

## Handlung
Joe Backett, Inhaber der Badeanzug-Fabrikationsfirma „Neptun“, hat die Idee, die großen Polo-Spiele in Middlebrook zum Anlass zu nehmen, dort eine Bademodenschau zu veranstalten. Sein Plan findet auch die Zustimmung von Eve Barrett, die als Präsidentin seiner Gesellschaft fungiert. Eve sieht ein großes Potential in Backetts Plan und bietet ihre Unterstützung an. Um schon einmal alles vorzubereiten, schickt sie ihre Schwester Betty nach Middlebrook, wo inzwischen auch die Polo-Mannschaften eingetroffen sind. Die Männer bereiten sich auf die anstehenden Wettkämpfe vor. Großteils sind sie mit eigenen Masseuren angereist. Ein ganz besonderes Exemplar ist Jack Spratt, der Masseur von Jose O’Rourke, dem Kapitän der südamerikanischen Polospieler. Spratt ist pausenlos damit beschäftigt, an verschiedenen Preisausschreiben teilzunehmen, in der Überzeugung, einmal werde das große Los ihn treffen. In der Liebe hat er so gut wie gar keine Erfahrungen. Betty trifft auf dem Poloplatz ausgerechnet auf Spratt und hält ihn durch eine Verkettung von Umständen für den berühmten Mannschaftskapitän Jose O’Rourke. Sofort ist sie wild entschlossen, diesen berühmten Sportsmann für sich zu gewinnen. Bei dem in Liebesdingen völlig unerfahrenen Mann hat sie leichtes Spiel. Darüber vergisst Betty fast ihren ihr von Eve erteilten Auftrag.
Als Eve erfährt, dass ihre Schwester sich ausgerechnet in einen Südamerikaner verliebt hat, ist sie davon überhaupt nicht angetan, da sie nicht die beste Meinung von Männern dieser Nationalität hat. So kommt es, dass sie ein Treffen mit Jose O’Rourke vereinbart, allerdings mit dem echten. Unverblümt erklärt sie dem verblüfften Mann, dass er ihre Schwester in Ruhe lassen solle. Nach kurzem Nachdenken wird Jose der Hintergrund klar und so geht er auf Eves Spiel ein, gibt ihr das verlangte Versprechen, macht aber zur Bedingung, dass sie dafür einmal mit ihm ausgehen müsse. Und so kommt es, dass Eve sich am Abend des Rendezvous Hals über Kopf in den überaus charmanten, zuvorkommenden Südamerikaner verliebt.
Die Verwicklungen nehmen nun ihren Lauf, als die Schwestern annehmen müssen, dass Jose ihnen beiden etwas vormacht. Am Tag des Poloturniers ist der echte Jose ganz plötzlich verschwunden, was für seine Mannschaft ein Debakel ist. Noch ahnt niemand, dass geldgierige Geschäftsleute dahinter stecken, die unbedingt wollen, dass die einheimische Mannschaft das Polo-Endspiel gewinnt. Als Betty jedoch zu den aufgeregten Spielern stößt, rennt sie zu Jack in die Kabine. Immer noch davon ausgehend, dass er Jose ist, nötigt sie ihn, der überhaupt keine Ahnung von Polo hat, aufs Spielfeld. Das Glück ist jedoch absolut mit ihm und so verhilft er, ohne wirklich zu wissen, was er da eigentlich tut, Joses Mannschaft zum Sieg. Genau im richtigen Moment erscheint der inzwischen von der Polizei befreite echte Jose, um die Trophäe für die Mannschaft entgegenzunehmen. Natürlich haben die Männer nun gegenüber ihren Damen einiges aufzuklären, was nicht ganz ohne Krach abgeht. Aber am Ende siegt die Liebe und es gibt zwei Paare, die demnächst vor dem Altar stehen wollen.

## Produktion

### Produktionsnotizen
Die Dreharbeiten begannen Ende Oktober 1948 und dauerten bis Mitte Januar 1949; einige unbrauchbare Szenen wurden Ende Februar 1949 nachgedreht. Gedreht wurde in den MGM-Studios in Culver City in Kalifornien sowie in Weeki Wachee Springs in Florida. Der Szenenbildner Edwin B. Willis wirkte ebenso an dem Film mit, wie die Filmarchitekten und Dekorateure Edward C. Carfagno und Cedric Gibbons. Für die Kostüme trug Irene die Verantwortung.
Laut des Filmmagazins The Hollywood Reporter wurden die Dreharbeiten, die im Frühjahr 1948 beginnen sollten, aus Rücksicht auf den Gesundheitszustand Red Skeltons für mehrere Monate verschoben. Der Film markiert das Kinodebüt des Radio-Komikers, Stimmspezialisten und Musikers Mel Blanc. Keenan Wynn erläutert in seiner Rolle einzelne Ereignisse im Film.
Bei der Oscar-Zeremonie am 23. März 1950 wurde der Song Baby, It’s Cold Outside von den ursprünglich im Film agierenden Schauspielern gesungen, nur Esther Williams wurde von Arlene Dahl vertreten, da sie gerade Mutter geworden war. Während der Dreharbeiten war Williams schwanger geworden, was sie mit Hilfe ihrer Kostümdesignerin zu verheimlichen wusste, was dieser besonders bei den Badeanzügen Kopfschmerzen bereitete.

### Filmmusik
Frank Loessers Lied Baby, It’s Cold Outside, das im Film unter anderem von Esther Williams und Ricardo Montalbán vorgetragen wird, wurde mit einem Oscar ausgezeichnet. Zwei von Frank Loesser geschriebene Songs (I’d Like to Get You On a Slow Boat to China und Tunnel of Love), die für diesen Film gedacht waren, wurden in den Paramount Film Let’s Dance aufgenommen.
Loesser schrieb Baby, It’s Cold Outside etwa fünf Jahre bevor es im Film Verwendung fand, was in Hollywood bekannt war. Nach dem Oscar-Gewinn gab es Diskussionen, ob das Lied zu disqualifizieren sei, weil es nicht speziell für Neptuns Tochter geschrieben worden war. Die Akademie entschied sich jedoch die Auszeichnung aufrechtzuerhalten, da das Lied einfach perfekt für den Film geeignet und auch vorher nicht kommerziell genutzt worden sei.
- Baby, It’s Cold Outside, geschrieben von Frank Loesser
  - vorgetragen von Ricardo Montalbán und Esther Williams
  - sowie auch von Red Skelton und Betty Garrett
- I Love Those Men, geschrieben von Frank Loesser
  - vorgetragen von Betty Garrett zusammen mit Red Skelton und Xavier Cugat und seinem Orchester
- My Heart Beats Faster, geschrieben von Frank Loesser
  - vorgetragen von Ricardo Montalbán
- On a Slow Boat to China, geschrieben von Frank Loesser
  - instrumental gespielt während der Bademoden-Sequenz
- Jungle Rhumba, Musik: Toni Beaulieu
  - vorgetragen von Xavier Cugat und seinem Orchester
- Siboney, Lied von Ernesto Lecuona

## Rezeption

### Veröffentlichung
Weltpremiere hatte der Film am 22. Mai 1949 in Columbia. In New York lief er am 9. Juni 1949 an. In Schweden wurde er ebenfalls 1949 veröffentlicht. 1950 lief er in folgenden Ländern an: Portugal, Finnland, Mexiko, Argentinien, Türkei, Spanien (Barcelona) und Dänemark. Im Jahr 1951 wurde er in Italien veröffentlicht.
In der Bundesrepublik Deutschland wurde der Film erstmals am 24. März 1951 gezeigt, in Österreich am 21. September 1951. 1952 lief er in Japan an und 2003 hatte er in Griechenland DVD-Premiere. Gezeigt wurde er außerdem in Brasilien, Frankreich, Polen und in Jugoslawien unter dem serbischen Titel Bal na vodi.

### Kritik
Bosley Crowther von der New York Times äußerte, dass MGM einmal im Jahr mit einem großartigen, großen Filmmusical, voll Cleverness, luxuriös in Technicolor umgesetzt, sowie mit Xavier Cugats Rhythmus und Esther Williams in einem Wasserballett, daherkomme – und jeder sei glücklich, wenn er denn so etwas möge. Auch der diesjährige Film Neptune’s Daughter bilde keine Ausnahme von der Regel der Opulenz. Der Film habe alle Luxus-Ingredienzen, die eine solch üppige Produktion benötige, und Miss Williams sei schöner als je zuvor. Außerdem habe der Film Mr. Cugat mit seinen Rhythmen, Ricardo Montalbán mit seinen Liebesschwüren und vor allem habe er Red Skelton und Betty Garrett als Possenreißer.
Dennis Schwartz sah das in Ozus’s World ähnlich und empfahl, wenn man kein Fan von Esther Williams sei, aber doch einmal einen ihrer „Wasserfilme“ sehe wolle, sei dieser Film dafür wahrscheinlich am besten geeignet.
In der Variety war zu lesen, Neptune’s Daughter sei eine gepflegte Mischung aus luftig-leichter Unterhaltung, kombiniert als amüsante Schaumschlägerei in einer Komödie mit Liedern und Tänzen. Die Stars des Films seien Esther Williams und Red Skelton, wobei Williams in ihrer Rolle als badende Schönheit und Skelton mit seinem komödiantischen Können eine angenehme Kombination bildeten. Zudem enthalte der Film eine Reihe von schön inszenierten Wasser-Sequenzen.
Classic Film Guide hingegen sprach von einer unter Durchschnitt liegenden musikalischen Komödie von Esther Williams. Allein die Szenen, in denen das oscarprämierte Lied von den Paaren Williams/Montalbán einerseits und Garrett/Skelton anderseits gesungen werde, seien die besten im Film. Ansonsten gehe es ziemlich chauvinistisch zu.
Für TCM Spotlight The Cinemalaser aber bleibt der Film einer der schönsten, den MGM mit Esther William in Szene gesetzt hat.

### Auszeichnungen
Oscarverleihung 1950: In der Kategorie „Bester Song“ ging der Oscar an Frank Loesser und sein Lied Baby, It’s Cold Outside.
Auf der Bambi-Verleihung 1952 erreichte Esther Williams für ihre Leistungen in diesem Film und in der Filmkomödie Spiel zu dritt in der Kategorie „Beste Schauspielerin international“ hinter Ingrid Bergman Rang 2.